# Pat Page
Harlan Orville Page, detto Pat (Chicago, 20 marzo 1887 – Watervliet, 23 novembre 1965), è stato un cestista, giocatore di baseball, giocatore di football americano, allenatore di football americano, allenatore di pallacanestro e allenatore di baseball statunitense, membro del Naismith Memorial Basketball Hall of Fame dal 1962 in qualità di cestista.

## Carriera

### Baseball
In carriera fu giocatore ed allenatore di baseball a livello di college; giocò infatti dal 1907 al 1910 come lanciatore all'Università di Chicago, squadra nella quale militò come allenatore dei lanciatori dal 1913 al 1920, e successivamente nel 1931.

### Pallacanestro
Da cestista vinse il titolo Amateur Athletic Union nel 1910; da allenatore di pallacanestro guidò la Butler University al successo AAU nel 1919-1920. Allenò anche gli Indiana Hoosiers, i Chicago Maroons e il College of Idaho.

### Football
Al college giocò anche a football americano nei Chicago Maroons, che successivamente guidò come vice allenatore. Allenò poi i Butler Bulldogs e gli Indiana Hoosiers.